# Beriszony

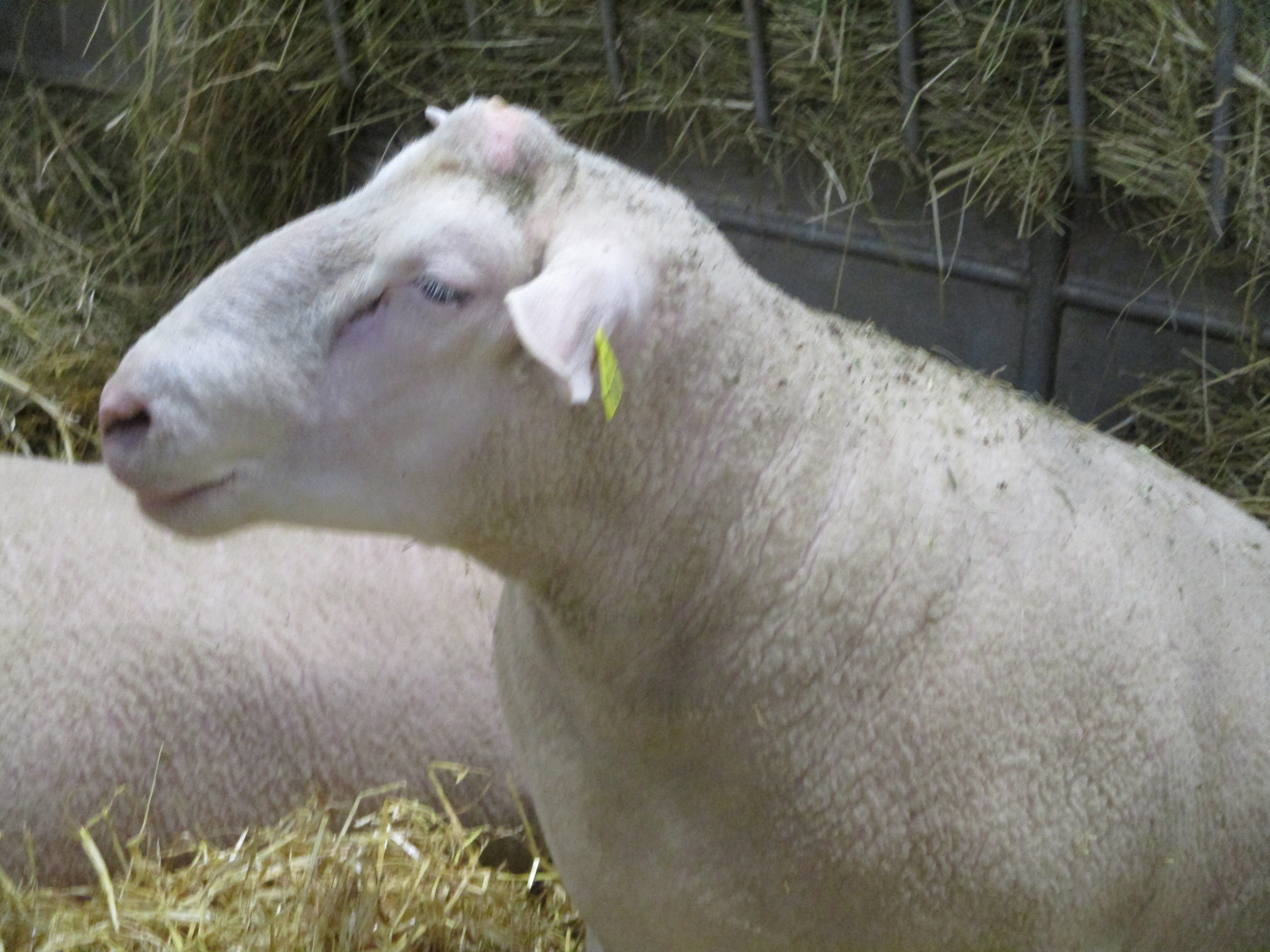
Berrichon du Cher.

Berrichon du Cher – francuska rasa owcy domowej, o użytkowości mięsno-wełnistej, wyhodowana na bazie importowanej w XVIII w. do Francji rasy Berry-Merinos. W końcu XIX wieku owce te pokrywano trykami rasy Dishley-Leicester i prowadzono selekcję w celu ustalenia jednolitych cech rasy. Wykorzystywana jest w programach krzyżowania towarowego. W przeciwieństwie do owiec rasy Île-de-France nadaje się bardziej do chowu pastwiskowego. 